# Maranta anderssoniana
Maranta anderssoniana är en strimbladsväxtart som beskrevs av Yosh.-arns, Mayo och M.Alves. Maranta anderssoniana ingår i släktet Maranta och familjen strimbladsväxter. Inga underarter finns listade.